# Frits de Jong
Frederik Johan (Frits) de Jong (Oostburg, 14 april 1901 – Den Haag, 14 september 1974) was jurist en onder meer president van de Hoge Raad der Nederlanden.

## Leven en werk
De Jong was een zoon van ontvanger der registratie Pieter Alexander de Jong en Gerharda Anne Hermine Pruissen.
De Jong studeerde rechten tussen 1919 en 1923 rechten in Leiden. Vervolgens was hij van 1924 tot 1938 advocaat en van 1938 tot 1947 rechter in de rechtbank te 's-Gravenhage. In 1954 werd hij lid van het driemanschap voor het Ontwerp Nieuw Burgerlijk Wetboek (Nederland) samen met Jan Drion en Jannes Eggens.
Op 21 januari 1947 werd hij benoemd tot raadsheer in de Hoge Raad. Op 28 oktober 1963 volgde zijn benoeming tot vice-president en op 16 oktober 1969 tot president van dat college. Wegens het bereiken van de 70-jarige leeftijd kreeg hij per 1 mei 1971 ontslag.